# Vlajka Turkmenistánu

Turkmenská vlajka
Poměr stran: 2:3

Vlajka Turkmenistánu je tvořena zeleným listem, na něm se v žerďové části nalézá svislý pruh s kobercovým motivem, vedle něho nahoře je bílý půlměsíc a pět pěticípých hvězd.
Vlajka má nejsložitější vzor ze všech vlajek na světě. Turkmenistán je významný výrobce koberců, proto se kobercový motiv dostal i na turkmenskou vlajku. Pět hvězd a pět vzorů kobercového svislého pruhu reprezentuje pět hlavních skupin obyvatel a pět provincií země – Achal, Balkan, Lebap, Mary a Tašauz. Zelená je barvou islámu a půlměsíc je symbolem muslimské víry.

Vlajka turkmenského prezidenta Poměr stran: 2:3

## Historie
Současná podoba vlajky byla přijata 24. ledna 2001. Do roku 1991 se užívala vlajka Turkmenské SSR.

Vlajka Turkestánská ASSR (1918–1924) Poměr stran: 1:2
Vlajka Turkmenské SSR (1953–1991) Poměr stran: 1:2
Vlajka Turkmenské SSR (1953–1991) (rubová strana)
Turkmenská vlajka (1992–1997) Poměr stran: 1:2
Turkmenská vlajka (1997–2001) Poměr stran: 1:2

## Den turkmenské vlajky
Den vlajky se v Turkmenistánu slaví od roku 1997 dne 19. února. Je to den narození Saparmurata Nijazova, prvního (a doživotního) prezidenta Turkmenistánu (ve funkci 1990–2006). Původně byl datum turkmenským parlamentem navržen jako státní svátek, Nijazov však tento návrh odmítl a navrhl, aby byl tento den slaven jako Den státní vlajky.